# Still Remains
Still Remains ist eine Metalcore-Band aus Grand Rapids, Michigan, die auf untypische Weise modernen Hardcore mit Keyboardklängen vermischt. Nachdem sie sich im März 2008 aufgelöst hatte, wurde im Mai 2011 die Wiedervereinigung bekanntgegeben.

## Geschichte
Nachdem sich die Band 2001 aus Mitgliedern der früheren Hardcore-Band Shades of Amber formierte, nahm sie 2003 die EP Dying With a Smile auf und veröffentlichte diese noch im Juli desselben Jahres. Im August 2004 erschien die zweite EP If Love Was Born to Die. Danach unterschrieb die Band einen Plattenvertrag bei Roadrunner Records, wo schließlich im Mai 2005 das Debütalbum Of Love and Lunacy erschien, von dem die Songs The Worst Is Yet to Come und White Walls auch als Singles veröffentlicht wurden. Anfang 2006 waren Still Remains Vorband für Bullet for My Valentine auf der Kerrang-XXV-Tour.
Im Sommer 2007 erschien das zweite Studioalbum The Serpent, 2008 waren sie mit Bullet for My Valentine erneut auf Tour.
Im März 2008 gab die Band im Blog auf ihrer MySpace-Seite ihre Auflösung bekannt.
Am 18. Dezember 2010 bestätigte die Band Gerüchte um ihre Wiedervereinigung. In der Besetzung des Of Love and Lunacy-Albums spielten sie zusammen mit Haste the Day auf deren Abschiedsshow.
Am 7. Mai 2011 gaben Still Remains ihre offizielle Wiedervereinigung bekannt.
Am 1. Januar 2012 veröffentlichte die Band ihren neuen Song Reading Lips auf ihrer offiziellen Facebook-Seite. Die Aufnahmen für das für 2013 angekündigte dritte Studioalbum Ceasing To Breathe wurden mittels Crowdfunding finanziert.

## Stil
Still Remains sind dafür bekannt, Keyboards in modernen US-amerikanischen Metal zu integrieren, um einen "Euro-Metal-Sound" in ihre Musik zu bringen. Ähnlichkeiten zum schwedischen Melodic Death Metal (New Wave of Swedish Death Metal) sind zudem noch durch Growls und Breakdowns vorhanden. Die Band hat anlässlich des 25. Jubiläums des Magazins Kerrang! den Song Head Like a Hole der Nine Inch Nails für den Sampler High Voltage: A Brief History of Rock gecovert. Viele Fans verbinden die Band mit dem in Amerika verbreiteten christlichen Metalcore, da einige Lieder sich mit christlichen Themen auseinandersetzen.

## Diskografie

### Studioalben
- 2005: Of Love and Lunacy
- 2007: The Serpent
- 2013: Ceasing to Breathe

### EPs
- 2003: Dying With a Smile
- 2004: If Love Was Born to Die

### Musikvideos
- 2005: The Worst Is Yet to Come
- 2007: Stay Captive
- 2007: Dancing with the Enemy